# Thirunageswaram
Thirunageswaram é uma panchayat (vila) no distrito de Thanjavur, no estado indiano de Tamil Nadu.

## Demografia
Segundo o censo de 2001,  Thirunageswaram  tinha uma população de 13,814 habitantes. Os indivíduos do sexo masculino constituem 49% da população e os do sexo feminino 51%. Thirunageswaram tem uma taxa de literacia de 72%, superior à média nacional de 59.5%: a literacia no sexo masculino é de 79% e no sexo feminino é de 65%. Em Thirunageswaram, 11% da população está abaixo dos 6 anos de idade.